# Dzieje Dobroczynności Krajowej i Zagranicznej
Dzieje Dobroczynności Krajowej i Zagranicznej z Wiadomościami ku Wydoskonaleniu jej Służącymi – polskojęzyczny miesięcznik wydawany w Wilnie w latach 1820–1824, będący nieoficjalnym organem Wileńskiego Towarzystwa Dobroczynności. Pismo poświęcone było problematyce dobroczynności, co stanowiło ewenement na skalę europejską. W jego działaniu wyróżniono dwie fazy, przedzielone przełomem lat 1822 i 1823. W pierwszej z nich pismo pod redakcją Kazimierza Kontryma poświęcone było przede wszystkim dobroczynności świeckiej, sporo uwagi poświęcano medycynie i technologiom. W drugiej fazie, pod redakcją księdza Michała Olszewskiego, pismo przesunęło swoje zainteresowanie w stronę chrześcijańskiego miłosierdzia, dodając też kwestie teologiczne. Pismo zakończyło swoją działalność na skutek problemów finansowych.

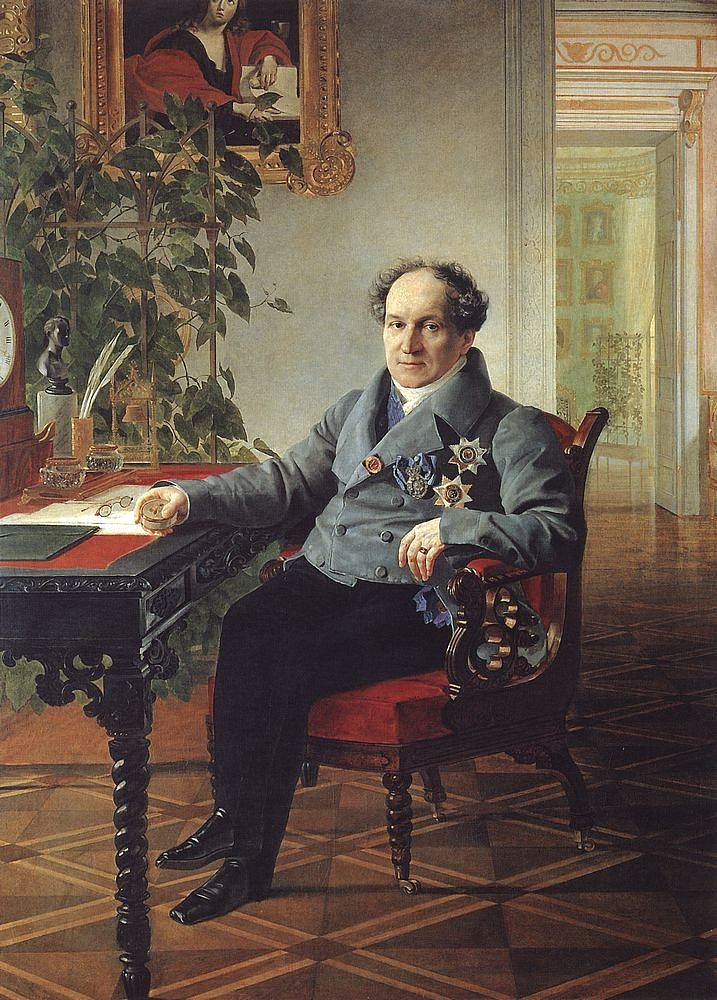
Aleksandr Golicyn zainicjował proces powstania Dziejów Dobroczynności

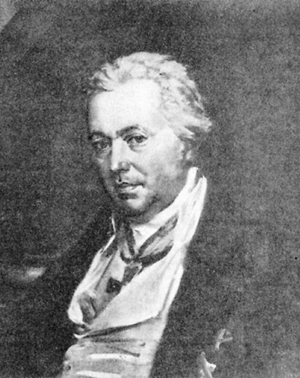
Litewski generał-gubernator Aleksandr Rimski-Korsakow dzierżył oficjalną pieczę nad pismem, a przy okazji był jego najszczodrzejszym darczyńcą

## Powstanie
Na początku XIX wieku Wilno, liczące ponad 35 tysięcy mieszkańców, było jednym z ważniejszych ośrodków polskiej nauki. Działalność Cesarskiego Uniwersytetu Wileńskiego miała pozytywny wpływ na życie miasta gubernialnego, w takich dziedzinach jak nauka czy publicystyka. W szczególności rozwijała się medycyna i nauki społeczne. W 1805 roku w mieście powstało Wileńskie Towarzystwo Lekarskie, w 1807 zaś Wileńskie Towarzystwo Dobroczynności, w którego powołanie zaangażowany był profesor Joseph Frank. Uczony ten – w tym samym roku zainicjował powstanie Instytutu wakcynacji – jak i jego ojciec, profesor Johann Peter Frank zajmowali się na miejscowej uczelni tematyką higieny społecznej.
Bogata polskojęzyczna prasa Wilna przełomu drugiej i trzeciej dekady XIX wieku obejmowała tytuły przeznaczone dla szerokiej publiczności: wydawany od początku stulecia Kurier Litewski, literacko historyczny Tygodnik Wileński, popularyzujący naukę Dziennik Wileński oraz satyryczny organ Towarzystwa Szubrawców zatytułowany Wiadomości Brukowe – ostatnie dwa pisma redagowane przez Kazimierza Kontryma. Oprócz tego ukazywał się szereg czasopism specjalistycznych, w tym z zakresu okołomedycznego. Były to tytuły takie jak Pamiętnik Magnetyczny Wileński, w którym Ignacy Emanuel Lachnicki zamieszczał obok artykułów poświęconych mesmeryzmowi również treści dotyczące medycyny konwencjonalnej i higieny, Pamiętnik Towarzystwa Lekarskiego Wileńskiego, Acta Intituti Clinici Caesareae Universitatis Vilensis, Pamiętnik Farmaceutyczny Wileński, Dziennik Medycyny Chirurgii i Farmacji.
Pomysł powstania pisma wyszedł w 1819 roku od rosyjskiego ministra oświaty i spraw duchowych Aleksandra Golicyna. Oczekiwał on, iż czasopismo będzie przedrukowywało tłumaczenia z „Dziennika” wydawanego z jego inicjatywy przez Imperatorskie Towarzystwo Człekolubne w Petersburgu od 1817 roku. Ideę tę poparł litewski generał-gubernator Aleksandr Rimski-Korsakow. Wileńskie Towarzystwo Dobroczynne, które według planu miało się podjąć wydawania przekładów, miało jednak poważne wątpliwości. Dotyczyły one kwestii finansowych – organizacja nie dysponowała wystarczającymi środkami, a dodatkowo obawiano się nikłego zainteresowania treściami z rosyjskiego dziennika wśród polskojęzycznych mieszkańców miasta. Przypuszczenia te prawdopodobnie potwierdziło sondowanie rynku – Antoni Marcinowski zamieścił w Kurierze Litewskim informacje o zamówieniach na prenumeratę nowego czasopisma. W związku z tym generał-gubernator Rimski-Korsakow zaproponował, aby w piśmie zamiast przedruków pojawiały się treści lokalne. Aprobata Towarzystwa doprowadziła do wydania 22 listopada 1819 roku – niezachowanego do naszych czasów – prospektu miesięcznika Dzieje Dobroczynności Krajowej i Zagranicznej. Rola Rimskiego-Korsakowa w powstaniu pisma została odzwierciedlona w napisie przedrukowywanym na pierwszej stronie numerów pisma:

Pismo periodyczne, z polecenia J.W. Rimskiego-Korsakowa, gubernatora wojennego litewskiego, jenerała piechoty i kawalera, na dochód domu ubogich Towarzystwa wileńskiego dobroczynności wydane.

Taka nota, rzadko spotykana w czasopismach, miała prawdopodobnie na celu osłabienie gorliwości cenzora, a także utrzymanie przychylności samego generał-gubernatora.

## Działanie

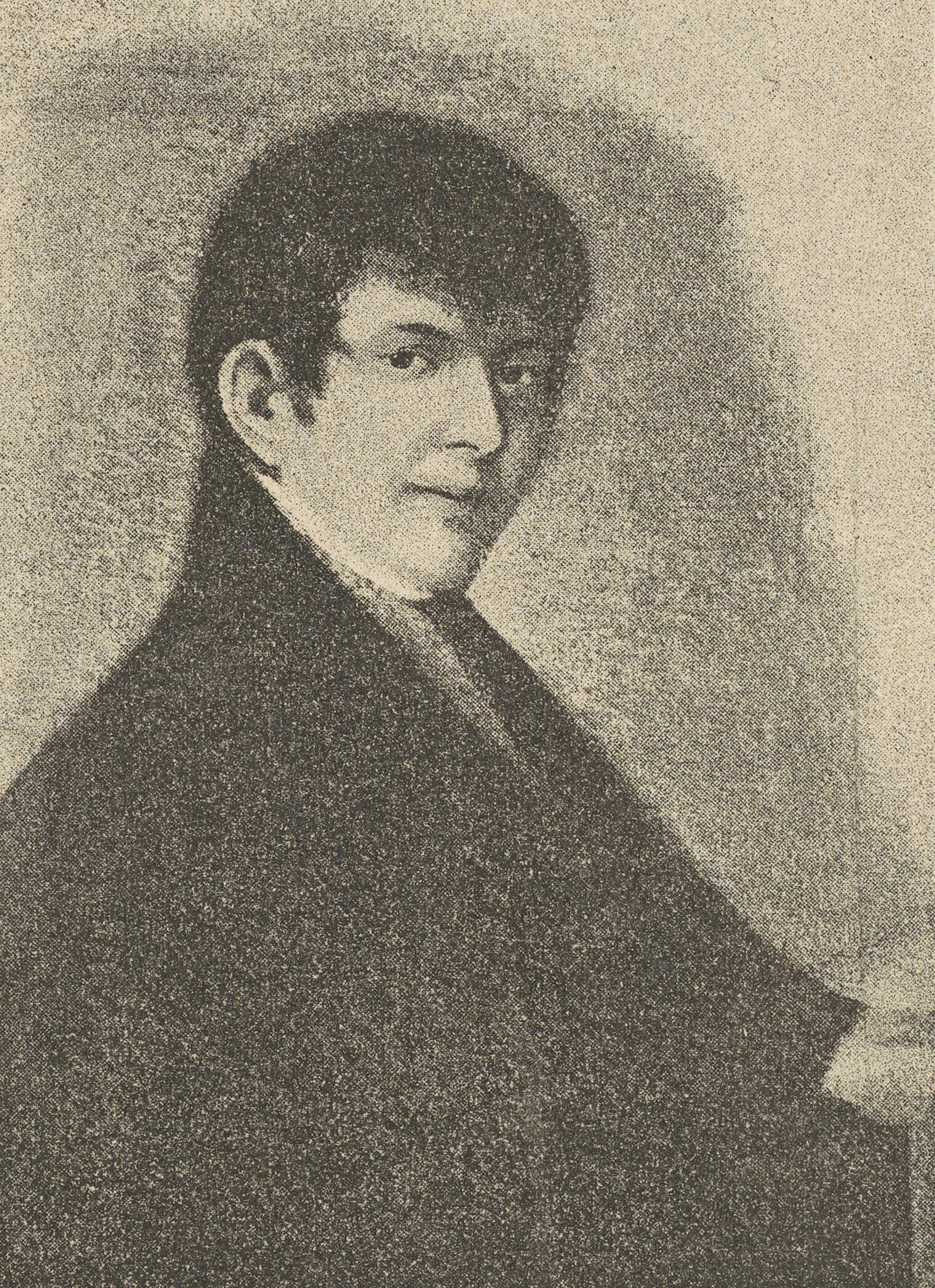
Od 1822 roku Dzieje Dobroczynności drukowane były przez Józefa Zawadzkiego, dokooptowanego w tym roku do komitetu redakcyjnego

Pierwszymi redaktorami pisma zostali Kazimierz Kontrym, Ignacy Emanuel Lachnicki oraz Antoni Marcinowski, a więc osoby doświadczone już w działalności publicystycznej. Weszli oni w skład komitetu redakcyjnego, powołanego przez Rimskiego-Korsakowa 9 października 1820 roku. Komitet miał za zadanie powoływanie redaktora i sekretarza, nadzorował też poziom artykułów, profil pisma oraz jego finansowanie. Na czele tego ciała, nazwanego „Komitetem naukowym w przedmiotach dobroczynności w Wilnie”, stał rzeczywisty radca stanu Andrzej Bucharski, funkcję sekretarza zaś pełnił student uniwersytetu Leon Rogalski, obaj utrzymywali stanowiska przez cały okres działalności pisma. W skład tego ciała wszedł sekretarz Wileńskiego Towarzystwa Dobroczynności Ignacy Jundziłł oraz osoby związane z działalnością naukową: profesor nauk matematycznych Michał Pełka-Poliński, fizyk ks. Eliasz Sieradzki, profesor farmacji Jan Fryderyk Wolfgang, profesor algebry Tomasz Życki, doktor medycyny ks. Józef Jankowski. Według pierwotnego statusu komitet mógł zostać rozszerzony do piętnastu członków.
Zmiany, którym ulegało to ciało, nie dają się dokładnie prześledzić, zachował się natomiast skład Komitetu z grudnia 1822 roku. Do komitetu zostali dokooptowani Józef Zawadzki, Wiktor Emanuel Bohatkiewicz, książę Karol Lubecki, doktor filozofii Walerian Górski, późniejszy profesor medycyny Feliks Rymkiewicz, Ludwik Jelski oraz osoby duchowne: doktor filozofii i teologii Tadeusz Majewski, doktor teologii Mamert Herburt, doktor teologii Innocenty Kszyszkowski oraz magister filozofii Michał Olszewski. Ten ostatni zastąpił Kazimierza Kontryma na stanowisku redaktora naczelnego periodyku.
Pismo drukował początkowo Antoni Marcinowski, po dwóch latach zmienił go Józef Zawadzki.

### Kwestie finansowe
W założeniach twórców pismo miało zapewniać dochód Wileńskiemu Towarzystwu Dobroczynności. Cena numeru wynosiła 50 kopiejek, miesięcznik sprzedawano jednak głównie w ramach prenumeraty, po 6 rubli za 12 sztuk. Od 1823 roku oferowano również prenumeratę na lepszym papierze, po 7,5 rubla. Część czytelników traktowała jednak zamówienie prenumeraty jako formę działalności dobroczynnej i opłacała swoje zamówienia znacznie wyższymi sumami – za 1820 rok zadeklarowane opłaty trzykrotnie przewyższały nominalną cenę pisma, choć ostatecznie nie wszyscy z ponad 550 osób deklarujących prenumeratę zamówili pismo. Do najszczodrzejszych prenumeratorów należeli wysocy urzędnicy administracji lokalnej, z gubernatorem na czele.
| Rok    | 1820    | 1821 | 1822 | 1823 | 1824 |
| ------ | ------- | ---- | ---- | ---- | ---- |
| Liczba | ok. 317 | 270  | 71   | 96   | 103  |

Uzupełnienia niezbędne do pokrycia wydatków pozyskiwano z datków. Oprócz jednorazowych darczyńców istniała osobna grupa „Dobrodziejów Komitetu Naukowego”, do której należeli między innymi sam Zawadzki, Ignacy Jundziłł, Andrzej Bucharski i Joseph Frank.
Redakcja zadeklarowała wsparcie Towarzystwa kwotą 1000 rubli rocznie, jednak sytuacja finansowa nie pozwoliła na wypełnienie tej obietnicy do końca ukazywania się periodyku.
Pod koniec okresu wydawania pismo borykało się z problemami finansowymi, wynikającymi między innymi z zaległości we wpłatach prenumeratorów. Postanowiono więc wprowadzić sprzedaż indywidualną w drukarni Józefa Zawadzkiego.

## Struktura i treść

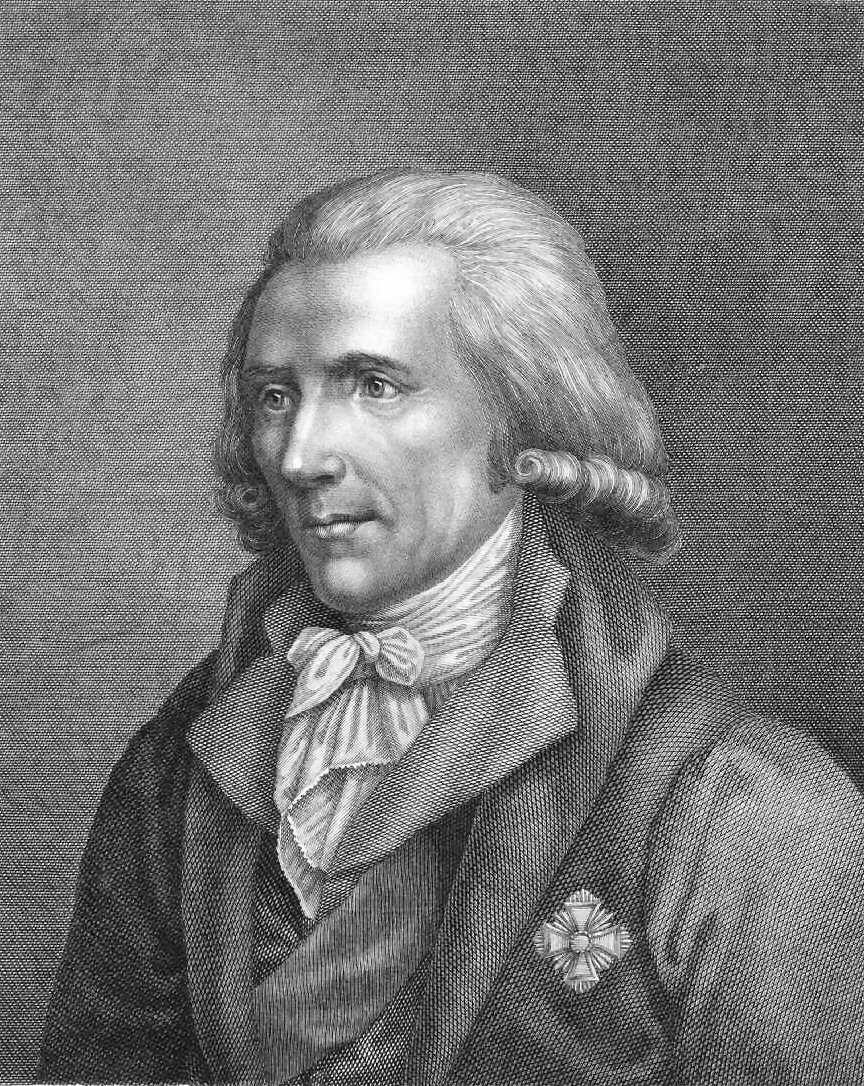
Hrabia Rumford był jednym z filantropów, których działalność była często omawiana na łamach Dziejów Dobroczynności. Drukowano też tłumaczenia fragmentów jego publikacji.

Na jeden numer składało się zwykle od 6 do 8 arkuszy rozmiaru A4, zmniejszonych do A5 w 1823 roku. Nakład wynosił 500 egzemplarzy.
Charakter periodyku został zadeklarowany w Oznajmieniu z 1820 roku, jako poświęcony tematom pomocy społecznej. Miano przede wszystkim przedstawiać w nim działania i instytucje charytatywne działające w guberniach zachodnich Imperium Rosyjskiego, a w dalszej kolejności i z innych terenów. Oprócz tego łamy Dziejów otwarto na artykuły teoretyczne związane z prewencją ubóstwa. Miesięcznik nie miał pełnić funkcji rozrywkowych.
Zadeklarowany cel i oficjalny charakter periodyku pozwalał autorom artykułów przemycać niekiedy treści niezgodne z oficjalną linią władz rosyjskich, takich jak pochwalne wzmianki z historii Polski czy problemy społeczne występujące w Imperium.
Czasopismo podzielone było na tematyczne sekcje. Głównym, najobszerniejszym działem była Dobroczynność współczesna, zawierająca informacje dotyczące aktualnych inicjatyw filantropijnych, w podziale na miejsce ich funkcjonowania. Publikowano tu głównie materiały źródłowe, takie jak ustawy instytucji dobroczynnych, mowy ich działaczy, listy członków. Dodatkowo opisywano instytucje charytatywne, przede wszystkim świeckie, oraz podejmowane przez nie działania. Zdecydowanie dominowały treści związane z Wileńskim Towarzystwem Dobroczynności oraz innymi przejawami pomocy społecznej z wileńskiego okręgu naukowego. Zamieszczano też informacje o inicjatywach z pozostałych rejonów Imperium Rosyjskiego, przy czym geograficznie dominowały Petersburg i Moskwa. Oprócz tego opisywano instytucje zagraniczne, do jakich zaliczane były te w Królestwie Polskim czy Wolnym Mieście Krakowie. Mniej miejsca poświęcano instytucjom zachodnim, aczkolwiek pojawiały się artykuły dotyczące instytucji z miast takich jak: Poznań, Królewiec, Hamburg, Hanower, Paryż, Londyn, Florencja, Wenecja. Pojawiały się też artykuły dotyczące tak odległych państw jak Stany Zjednoczone i Chiny. W dziale tym znajdowały się też biogramy i testamenty poszczególnych działaczy (na przykład testament Franciszka Ksawerego Bohusza).
Tematykę historyczną poruszano w dziale Dobroczynność czasów przeszłych. Autorów interesowały przede wszystkim tereny Rzeczypospolitej Obojga Narodów. Pełną bibliografię i informacje o archiwach zawierał publikowany w tym dziale ciąg artykułów Skazówka do historii dobroczynności polskiej i litewskiej od czasów najdawniejszych. Poruszano tu tematykę taką jak miłosierne uczynki świętych czy ustawodawstwo dotyczące żebraków. Standardem były opisy dawnych instytucji dobroczynnych i biogramy dawnych działaczy. Poza artykułami publikowano też materiały źródłowe.
Teoretyczne aspekty filantropii analizowano w dziale sekcji Umiejętność dobroczynności, oraz pomocnicze do niej nauki, sztuki i rzemiosła. Znajdowały się w niej między innymi opisy nowinek technicznych, usprawniające różne aspekty pomocy społecznej.
Ostatnim z działów były Wiadomości rozmaite. Zamieszczano w nim noty o zbiórkach dobroczynnych oraz towarzyszących im wydarzeniach, takich jak koncerty, bale czy loterie. W rubryce tej odnotowywano też znaczniejsze ofiary poszczególnych osób.
Jednym z elementów pomocy społecznej była medycyna. W piśmie przedrukowano artykuł Augusta Bécu O doskonałości szpitalów, w którym profesor przekonywał do przejścia na model szpitala, jako placówki medycznej, nie zaś jak do tej pory instytucji opiekuńczej. Doktor Jankowski opublikował na łamach Dziejów rozprawę o konieczności i sposobach wentylacji: O sposobach odświeżania i poprawiania zdrowiu szkodliwego powietrza i czynienia go zdatnym do oddychania. Wydrukowano też treść odczytu doktora Barankiewicza, będącego sprawozdaniem z jego praktyki medycznej O wannach nakadzanych, czyli kąpielach fumigacyjnymi zwanych w domu Towarzystwa Dobroczynności zaprowadzonych. Pomimo niechętnego stanowiska Towarzystwa Imperatorskiego Medycznego Wileńskiego opublikowano też tekst Feliksa Rymkiewicza dotyczący samopomocy: Prawidła postępowania w niebytności lekarza dla przywrócenia do życia zamrożonych, uduszonych, oczadzonych, utopionych, zabitych od pioruna i obumarłych od uderzenia i spadnięcia. Od 1823 roku treści medycznych było już znacznie mniej, pojawiły się jednak artykuły takie jak Medycyna ubogich.
W piśmie drukowano zarówno własne artykuły, jak też przedruki i tłumaczenia innych publikacji o podobnej tematyce. Przedrukowywana między innymi treści z polskojęzycznego petersburskiego periodyku Russkij inwalid, a także z tamtejszego Dziennika Towarzystwa Imperatorskiego Człekolubnego. Z prasy zachodniej czerpano treści przede wszystkim z genewskiego Bibliothèque universelle czy Annuaire de la Société Philanthropique. Poza tym tłumaczono fragmenty publikacji książkowych, na przykład hrabiego Rumforda.
W 1823 roku doszło do zmiany profilu i struktury pisma. Pod redakcją Michała Olszewskiego problematyka medyczna zaczęła ustępować miejsca w piśmie artykułom teologicznym. Odbija się to w dodaniu do miesięcznika nowych działów, częściowo zastępujących pierwotne. Dobroczynność współczesna duchowna oddzieliła się od pierwszego działu pisma, poświęcając osobną uwagę instytucjom i działaczom kościelnym. Z kolei Wiadomości rzeczy duchownych dotyczyły spraw kościoła nie powiązanych już w żaden sposób z filantropią. Były to na przykład nominacje duchownych na nowe stanowiska, zarządzenia władz czy informacje statystyczne. Najobszerniejszy z nowych działów nosił nazwę Sztuki, umiejętności, kunszta, rzemiosła. Wyróżniano w nim siedem sekcji, przy czym nie wszystkie pojawiały się w pojedynczym numerze. Rubryka Wymowa poświęcona była analizie tekstów biblijnych. Znalazły się tu artykuły Michała Bobrowskiego dotyczące przekładów Pisma Świętego czy wskazówki interpretacyjne Innocentego Seweryna Krzyszkowskiego, a także różne kazania i homilie. W sekcji Poezje publikowano utwory liryczne, poruszające często tematykę chrześcijańskiego miłosierdzia. Do grona drukowanych autorów należeli Antoni Edward Odyniec, Ignacy Szydłowski i Aleksander Chodźko. Zamieszczano też przekłady poezji obcojęzycznej. Sekcja Historia obejmowała swoją tematyką zarówno kwestie poruszane wcześniej w dziale Dobroczynność czasów przeszłych, jak i zagadnienia powiązane z działalnością religijną (zgromadzenia, misje, banki pobożne). W osobną rubrykę wydzielono Nekrologii. W Pedagogii omawiano tematykę oświaty podstawowej. Między innymi szereg artykułów o edukacji głuchoniemych zamieściła Aleksandra Wolfgang. Sekcja Technologia była zredukowaną formą działu Umiejętność dobroczynności, oraz pomocnicze do niej nauki, sztuki i rzemiosła. Z czasem dział wyspecjalizował się w tematyce technologii żywności i dietetyki, czego przykładem był artykuł Porównanie własności pożywnych w pokarmach zamieszczony w 1824 roku. Rubryka Literatura i bibliografia skupiała się głównie na książkach o tematyce religijnej.
Zmiana profilu pisma na przełomie 1822 i 1823 roku wiązała się z zaostrzeniem cenzury w Wilnie. W klimacie represji Nowosilcowa ucierpiały zwłaszcza treści historyczne, zamieszczane dotąd w miesięczniku. Redakcja nie przyjęła jednak całkowicie biernej postawy, między innymi zamieściła na swoich łamach tekst autorstwa Tomasza Zana, uwięzionego przywódcy Zgromadzenia Filaretów. Od 1822 roku widać znaczny wzrost procentowej liczby duchownych wśród prenumeratorów pisma. Pewne zmiany w jego charakterze mogły wiązać się z próbą rozszerzenia popularności periodyku w tej grupie społecznej.
Obrana droga nie rozwiązała narastających trudności finansowych Dziejów i pismo przestało się ukazywać od początku 1825 roku.

## Znaczenie
Dzieje Dobroczynności Krajowej i Zagranicznej były pierwszym pismem w języku polskim, specjalizującym się w tematyce pomocy społecznej. Uchodzące za pierwszy tego typu periodyk w Europie, paryskie Les Annales De La Charité zaczęły się ukazywać dopiero 25 lat po wileńskim miesięczniku (1845–1860). O wadze pisma świadczy jego zasięg, bowiem poza Imperium Rosyjskim i Królestwem Polskim odnalazło swoich czytelników również pod zaborami Austrii i Prus. Dla historyków jest bardzo dobrym źródłem do badania filantropii, zwłaszcza w regionie wydawania.